# Selke-Aue
Selke-Aue é um município da Alemanha, situado no distrito de Harz, no estado de Saxônia-Anhalt. Tem 36,73 km² de área, e sua população em 2019 foi estimada em 1.391 habitantes.